# شركة المحركات المتحدة
شركة المحركات المتحدة ( الروسية: Объединённая двигателестроительная корпорация ) هي شركة مملوكة للدولة الروسية مسؤولة عن إنتاج محركات الطيران العسكري والمدني وبرامج استكشاف الفضاء. تقوم بتصنيع توربينات الطاقة لتوليد الكهرباء والحرارة ووحدات ضواغط الغاز ووحدات توربينات الغاز البحرية. في عام 2018، بلغت إيرادات الشركة 42 مليار روبل.
ابتكرت الشركة نسخة جديدة من محرك الطيران أفيادفيجيتيل بي دي-14 لطائرات إيركوت إم إس-21 من الجيل التالي، بالإضافة إلى محرك عسكري من الجيل الخامس لمحركات الطائرات المقاتلة والمروحيات وما إلى ذلك. كما صممت الشركة وقدمت إلى السوق وحدات توربينية غازية جديدة بسعة 60-110 ميجاوات.
وبالمقارنة مع الشركات الأخرى في مجموعة روستيخ ، يوصف الوضع المالي لشركة المحركات المتحدة بأنه "غير مستقر تمامًا"، وذلك بسبب كمية الديون الكبيرة التي تم جمعها لتمويل شراء الأصول.

## هيكل الشركة
الشركات المشمولة في المجموعة:
- كليموف ، سانت بطرسبرغ (المصنع الرئيسي، مع مصنع قديم أصغر قريب، ومصنع جديد ومركز اختبار بالقرب من شمال منطقة لاهتا، ومركز اختبار في منطقة بسكوف تفير.
- مصنع تشيرنيشيف للهندسة في موسكو (MMP)، موسكو

توشينو أم كيه بي سويوز
- كوزنتسوف أواو موتوروسترويتل ، سامارا أوبلاست
  - مكتب كوزنتسوف للتصميم، مصنع يونيفرسالنو ، كمبو (كازان ، بالقرب من كابو)
- إيروسيلا توفير مراوح مروحة وغيرها ، أبو
- نبو ساتورن, ياروسلافل أوبلاست
  - توربوروس نبو ساتورن, ريبينسك
  - توربينات الغاز, (الشاطئ الشمالي الشمالي) ريبينسك ياروسلافل أوبلاست
  - أومكب وسميت أومو باسم بارانوف أومسك
- مصنع تيومين للسيارات
- جمعية ساليوت لبناء الآلات, موسكو (ثلاثة مصانع بالإضافة إلى مصنع اختبار خارجي)
- مصنع نارو فومينسك للسيارات
- أمنتك سوجوز
- محطات ليتكارينو للسيارات (كاجي ، سيام ، نبو زحل ، نبو سويوز مكب توريفو ، أوشو، أودك غ)
- أفيادفيغاتيل, منطقة بيرم
  - مصنع بيرم للسيارات, منطقة بيرم
- هيئة الأوراق المالية ستار, منطقة بيرم
- جمعية إنتاج محركات أوفا
  - نب موتور, اوفا

## عمليات الشركة
تم تأسيس شركة المحركات المتحدة بموجب مرسوم رئيس الاتحاد الروسي رقم 497 بتاريخ 16 أبريل 2008 ومرسوم حكومة الاتحاد الروسي رقم 1446-r بتاريخ 4 أكتوبر 2008 بهدف تعزيز الإمكانات الفكرية والإنتاجية لصناعة المحركات المحلية لضمان القدرة التنافسية لمنتجات المحركات الروسية في السوق العالمية. في الوقت الحالي، يتم دمج أكثر من 80% من أصول صناعة محركات الطائرات في شركة المحركات المتحدة. تقوم شركة المحركات المتحدة بتطوير وإنتاج وخدمة ما بعد البيع لمجموعة واسعة من محركات التوربينات الغازية. تمارس الشركة نشاطاتها حاليا في المجالات التالية:
- محركات الطيران العسكري؛
- محركات الطائرات المقاتلة؛
- محركات النقل العسكري والطيران الاستراتيجي؛
- محركات أرضية؛
- تركيبات توربينات الغاز؛
- حزمة من تركيبات توربينات الغاز؛
- محركات المروحيات؛
- محركات الطيران المدني؛
- محركات الصواريخ؛
- محركات توربينات الغاز قصيرة العمر؛
- محركات توربينية غازية بحرية.

## المشاريع ذات الأولوية
- محرك SaM146 ، الذي تم تجهيزه بالطائرة الإقليمية سوخوي سوبرجت 100 . هذه هي أول محطة طاقة يتم تصنيعها في روسيا تحصل على شهادة النوع الدولية من وكالة سلامة الطيران الأوروبية .
- سخان PD-14 . وهذا أحد المنتجات ذات الأولوية والمبتكرة للشركة. تم تصميم المحرك باستخدام أحدث التقنيات، وفي الوقت نفسه، يعتمد على حلول موثوقة ومجربة. عند إنشاء المحرك، تم استخدام مخطط مزدوج الدائرة ثنائي المحور مع محرك مروحة مباشر، ومولد غاز عالي الكفاءة مع KVD مكون من 8 مراحل وتي في دي مكون من مرحلتين. يتم استخدام الجيل الجديد من الديناميكية الهوائية ثلاثية الأبعاد والتقنيات المتقدمة في جميع مكونات المحرك (تقنيات تصنيع شفرات المروحة المجوفة ذات الوتر العريض من التيتانيوم عن طريق اللحام الانتشاري والقولبة الفائقة البلاستيك، والتبريد وحماية الجزء الساخن، وتصنيع أجزاء المحرك والتجمعات والهياكل من مواد مركبة بوليمرية)، بالإضافة إلى مواد جديدة (سبائك النيكل المقاومة للحرارة والمعدنية لتصنيع شفرات التوربينات، وسبائك عالية القوة لتصنيع أقراص الضاغط والتوربينات، والجيل الجديد من المواد المركبة البوليمرية). تم تطوير محرك PD-14 وسيتم إنتاجه في روسيا.
- محطة توليد الطاقة التوربينية النيتروجينية جي تي دي-110 إم بسعة تزيد عن 110 ميجاوات هي توربين غازي أحادي المحور مصمم للاستخدام في محطات توليد الطاقة التوربينية الغازية عالية الطاقة ومنشآت الغاز ذات الدورة المشتركة. إنها نتيجة التحديث العميق لمحرك التوربينات الغازية جي تي دي-110 . لا يتم إنتاج توربينات الغاز المنزلية في فئة الطاقة التي تزيد عن 110 ميجاوات بكميات كبيرة في روسيا.

## روابط خارجية
- الموقع الرسمي

قالب:United Engine Corporation